# Вольная борьба на летних Олимпийских играх 1948 — до 62 кг
Соревнования по вольной борьбе в рамках Олимпийских игр 1948 года в полулёгком весе (до 62 килограммов) прошли в Лондоне с 29 по 31 июля 1948 года в «Empress Hall».
Турнир проводился по системе с начислением штрафных баллов. За чистую победу штрафные баллы не начислялись, за победу по очкам борец получал один штрафной балл, за поражение по очкам со счётом 2-1 два штрафных балла, за поражение со счётом 3-0 или чистое поражение — три штрафных балла. Борец, набравший пять штрафных баллов, из турнира выбывал. Борцы, вышедшие в финал, проводили встречи между собой. В случае, если они уже встречались в предварительных встречах, такие результаты зачитывались. Схватка по регламенту турнира продолжалась 15 минут. Если в течение первых шести минут не было зафиксировано туше, то судьи могли определить борца, имеющего преимущество. Если преимущество никому не отдавалось, то назначалось шесть минут борьбы в партере, при этом каждый из борцов находился внизу по три минуты (очередность определялась жребием). Если кому-то из борцов было отдано преимущество, то он имел право выбора следующих шести минут борьбы: либо в партере сверху, либо в стойке. Если по истечении шести минут не фиксировалась чистая победа, то оставшиеся три минуты борцы боролись в стойке.
В полулёгком весе боролись 17 участников. Фаворитом был чемпион Европы 1946 года, турок Газанфер Бильге, но даже от него никто не ожидал такого подавляющего превосходства: первые пять своих схваток Бильге выиграл чистой победой. В результате в финале он мог проигрывать с любым счётом, кроме чистого поражения и всё равно оставался чемпионом. Но в финале Бильге со счётом 3-0 победил шведа Ивара Шёлина . Бронзовую медаль получил Адольф Мюллер из Швейцарии, как выбывший в самом последнем перед финалом круге.  

## Призовые места
- Газанфер Бильге
- Ивар Шёлин
- Адольф Мюллер

## Первый круг
| Штрафных баллов | Участник 1           | Результат    | Участник 2          | Штрафных баллов |
| --------------- | -------------------- | ------------ | ------------------- | --------------- |
| 0               | Газанфер Бильге      | Туше (9:13)  | Хассан Садиан       | 3               |
| 0               | Ференц Тот           | Туше (13:38) | Марио Крете         | 3               |
| 0               | Антойн Раеймекер     | Туше (11:56) | Робер Жуавилль      | 3               |
| 1               | Арнольд Парсонс      | 2-1          | Сарджаро Сурьяванши | 2               |
| 1               | Адольф Мюллер        | 2-1          | Хосе Лопес          | 2               |
| 1               | Марко Гавелли        | 2-1          | Ким Кук Фан         | 2               |
| 1               | Ивар Шёлин           | 3-0          | Пааво Хиетала       | 3               |
| 1               | Ибрагим Абдель Хамид | 3-0          | Дельмиро Бернал     |                 |
| 0               | Хэл Мур              | Пропускал    |                     |                 |

## Второй круг
| Штрафных баллов | Участник 1           | Результат   | Участник 2          | Штрафных баллов |
| --------------- | -------------------- | ----------- | ------------------- | --------------- |
| 4               | Хассан Садиан        | 2-1         | Хэл Мур             | 3               |
| 0               | Газанфер Бильге      | Туше (4:01) | Ференц Тот          | 3               |
| 4               | Робер Жуавилль       | 3-0         | Марио Крете         | 6               |
| 1               | Антойн Раеймекер     | 3-0         | Арнольд Парсонс     | 4               |
| 1               | Адольф Мюллер        | Туше (6:32) | Сарджаро Сурьяванши | 5               |
| 3               | Хосе Лопес           | 3-0         | Ким Кук Фан         | 5               |
| 3               | Пааво Хиетала        | Туше (8:02) | Марко Гавелли       | 4               |
| 1               | Ивар Шёлин           | Туше (8:48) | Дельмиро Бернал     | 6               |
| 1               | Ибрагим Абдель Хамид | Пропускал   |                     |                 |

## Третий круг
| Штрафных баллов | Участник 1      | Результат    | Участник 2           | Штрафных баллов |
| --------------- | --------------- | ------------ | -------------------- | --------------- |
| 3               | Хэл Мур         | Туше (13:51) | Ибрагим Абдель Хамид | 4               |
| 4               | Ференц Тот      | 3-0          | Хассан Садиан        | 7               |
| 0               | Газанфер Бильге | Туше (2:49)  | Робер Жуавилль       | 7               |
| 2               | Адольф Мюллер   | 2-1          | Антойн Раеймекер     | 4               |
| 4               | Арнольд Парсонс | Туше (11:59) | Марко Гавелли        | 7               |
| 3               | Пааво Хиетала   | Туше (2:05)  | Хосе Лопес           | 6               |
| 1               | Ивар Шёлин      | Пропускал    |                      |                 |

## Четвёртый круг
| Штрафных баллов | Участник 1      | Результат    | Участник 2           | Штрафных баллов |
| --------------- | --------------- | ------------ | -------------------- | --------------- |
| 4               | Ференц Тот      | Туше (7:31)  | Антойн Раеймекер     | 7               |
| 0               | Газанфер Бильге | Туше (14:28) | Хэл Мур              | 7               |
| 1               | Ивар Шёлин      | Туше (9:07)  | Ибрагим Абдель Хамид | 7               |
| 2               | Адольф Мюллер   | Туше (9:15)  | Арнольд Парсонс      | 7               |
| 3               | Пааво Хиетала   | Пропускал    |                      |                 |

## Пятый круг
| Штрафных баллов | Участник 1      | Результат    | Участник 2    | Штрафных баллов |
| --------------- | --------------- | ------------ | ------------- | --------------- |
| 0               | Газанфер Бильге | Туше (11:10) | Пааво Хиетала | 6               |
| 2               | Ивар Шёлин      | 2-1          | Ференц Тот    | 7               |
| 2               | Адольф Мюллер   | Пропускал    |               |                 |

## Шестой круг
| Штрафных баллов | Участник 1      | Результат | Участник 2    | Штрафных баллов |
| --------------- | --------------- | --------- | ------------- | --------------- |
| 3               | Ивар Шёлин      | 3-0       | Адольф Мюллер | 5               |
| 0               | Газанфер Бильге | Пропускал |               |                 |

## Финал
| Штрафных баллов | Участник 1      | Результат | Участник 2 | Штрафных баллов |
| --------------- | --------------- | --------- | ---------- | --------------- |
|                 | Газанфер Бильге | 3-0       | Ивар Шёлин |                 |